# Rożec skrobacz
Rożec skrobacz, naso żółtogłowy (Naso lituratus) – gatunek morskiej ryby okoniokształtnej z rodziny pokolcowatych (Acanthuridae) i rodzaju Naso.

## Występowanie
Ocean Spokojny: wyspa Honsiu poprzez Wielką Rafę Koralową i Nową Kaledonię, Hawaje, wyspy Polinezji Francuskiej aż po wyspy Pitcairn.  Przebywa w tropikalnych morskich wodach na głębokości od 0 do 90 m, o temperaturze od 24 °C do 26 °C. Najczęściej jednak spotykany jest w wodach o głębokości od 5 do 30 m.

## Opis

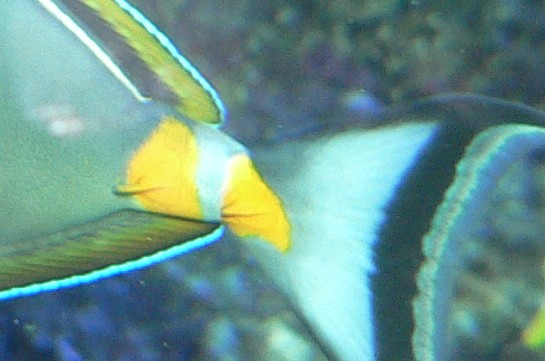
Charakterystyczny kolec u nasady płetwy ogonowej

Wielkość:  maksymalna długość (do końca długości kolców): 46 cm.
Wygląd: Podobnie jak wszystkie pokolcowate  ma wydłużone owalne  i bocznie spłaszczone ciało. Ubarwienie zmienne: fioletowe, ciemnobrunatne do purpurowego. Na czarnej płetwie grzbietowej występują cienkie niebieskie linie. Płetwa odbytowa na ogół jest pomarańczowa i na brzegu, na całej jej długości przebiega pasek o żółtym zabarwieniu. Posiada też charakterystyczną pręgę biegnąca od oka do warg, która jest przeważnie koloru pomarańczowego. Natomiast u nasady płetwy ogonowej posiada kolce, przypominające ostry skalpel służący do obrony przed wrogami.

## Zachowanie
Z reguły pływają w małych grupach, ale w czasie tarła formują duże skupiska. Żywią się głównie brunatnicami.

## Pielęgnacja w akwarium
Hodowany w akwariach morskich. Wymaga stworzenia wielu atrakcyjnych kryjówek z kamienia i koralowców. Zalecana temperatura wody od 22 do 28 °C.